# Arenaria fridericae
Arenaria fridericae là loài thực vật có hoa thuộc họ Cẩm chướng. Loài này được Hand.-Mazz. mô tả khoa học đầu tiên năm 1920.